# Prešna Loka
Prešna Loka este o localitate din comuna Sevnica, Slovenia, cu o populație de 47 de locuitori.